# Resolució 1903 del Consell de Seguretat de les Nacions Unides
La Resolució 1903 del Consell de Seguretat de les Nacions Unides, adoptada per unanimitat el 17 de desembre de 2009, va renovar la prohibició de viatjar a les persones que es consideraven una amenaça per a la pau a Libèria durant 12 mesos, demanant al govern de Libèria que continués fent complir la congelació d'actius imposada a aquests individus sancionats. El Consell també va reajustar l'embargament d'armes al país permetent al govern de Libèria i als pacificadors de la pau de l'ONU que rebessin material militar durant 12 mesos.
La resolució també va ampliar el mandat del Grup d'experts per un temps addicional fins al 20 de desembre de 2010, per supervisar l'aplicació de les mesures establertes en la Resolució 1903. Va ordenar al Grup que informés sobre el progrés en el sector de la fusta i cooperar activament amb el Procés de Kimberley, i va assenyalar que havia acabat les prohibicions d'exportació anteriors de diamants i fusta del país.
Després de la resolució, el Ministre d'Informació Adjunt de Libèria, Cletus Sieh, va dir que l'acció "demostra el compromís del govern liberià amb la reconstrucció de la pau i el desenvolupament al país" i la determinació de millorar la posició internacional de Libèria.